# Großsteingrab Landerslev Marker 1
Das Großsteingrab Landerslev Marker 1 ist eine megalithische Grabanlage der jungsteinzeitlichen Nordgruppe der Trichterbecherkultur im Kirchspiel Gerlev in der dänischen Kommune Frederikssund.

## Lage
Das Grab liegt südlich von Landerslev Strand am Ende des Dyssegaardsvej zwischen dem Feldrand und einer Baumreihe. 350 m östlich befindet sich das Großsteingrab Landerslev Marker 2.

## Forschungsgeschichte
In den Jahren 1873 und 1942 führten Mitarbeiter des Dänischen Nationalmuseums Dokumentationen der Fundstelle durch. 1914 wurden Funde aus dem Grab geborgen. Eine weitere Dokumentation erfolgte 1983 durch Mitarbeiter der Forst- und Naturbehörde.

## Beschreibung

### Architektur
Die Anlage besitzt eine Hügelschüttung, die nur in Resten erhalten ist und über deren Form und Maße keine Angaben vorliegen. Die Grabkammer ist als Urdolmen anzusprechen. Sie ist nordwest-südöstlich orientiert und besitzt einen rechteckigen Grundriss. Sie hat eine Länge von etwa 1,7 m und eine Breite von etwa 0,5 m. Die Kammer besitzt jeweils einen Wandstein an den Langseiten und an der nordwestlichen Schmalseite. Die Steine zeigen mit der flachen Seite nach innen. An der offenen südöstlichen Schmalseite befindet sich ein Schwellenstein. Auf den Wandsteinen ruht ein Deckstein.

### Funde
1914 wurde in dem Grab ein Schaber aus Feuerstein gefunden und dem Dänischen Nationalmuseum übergeben.